# بادبادک کاغذی
بادبادک کاغذی (نام علمی: Idea leuconoe) گونه‌ای پروانه است که به قابلیت نگهداری از آن در باغ‌های پروانه شهرت دارد. فاصله بین دو بال این پروانه ۱۲ تا ۱۴ سانتیمتر است. خاستگاه بادبادک کاغذی جنوب شرقی آسیا است ولی در شمال استرالیا و جنوب تایوان نیز یافت می‌شوند.
بال‌های این پروانه نیمه روشن و به رنگ نقره‌ای با لکه‌های سیاه است.

## نگارخانه

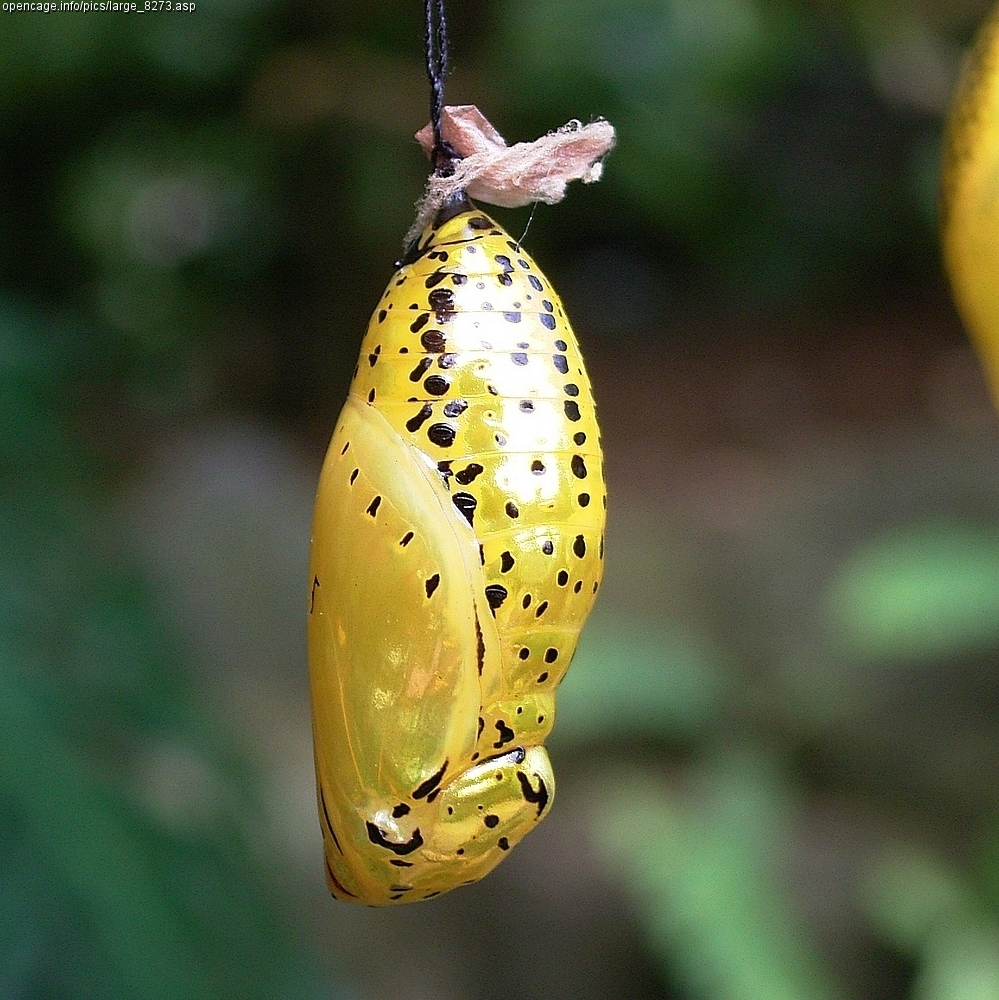
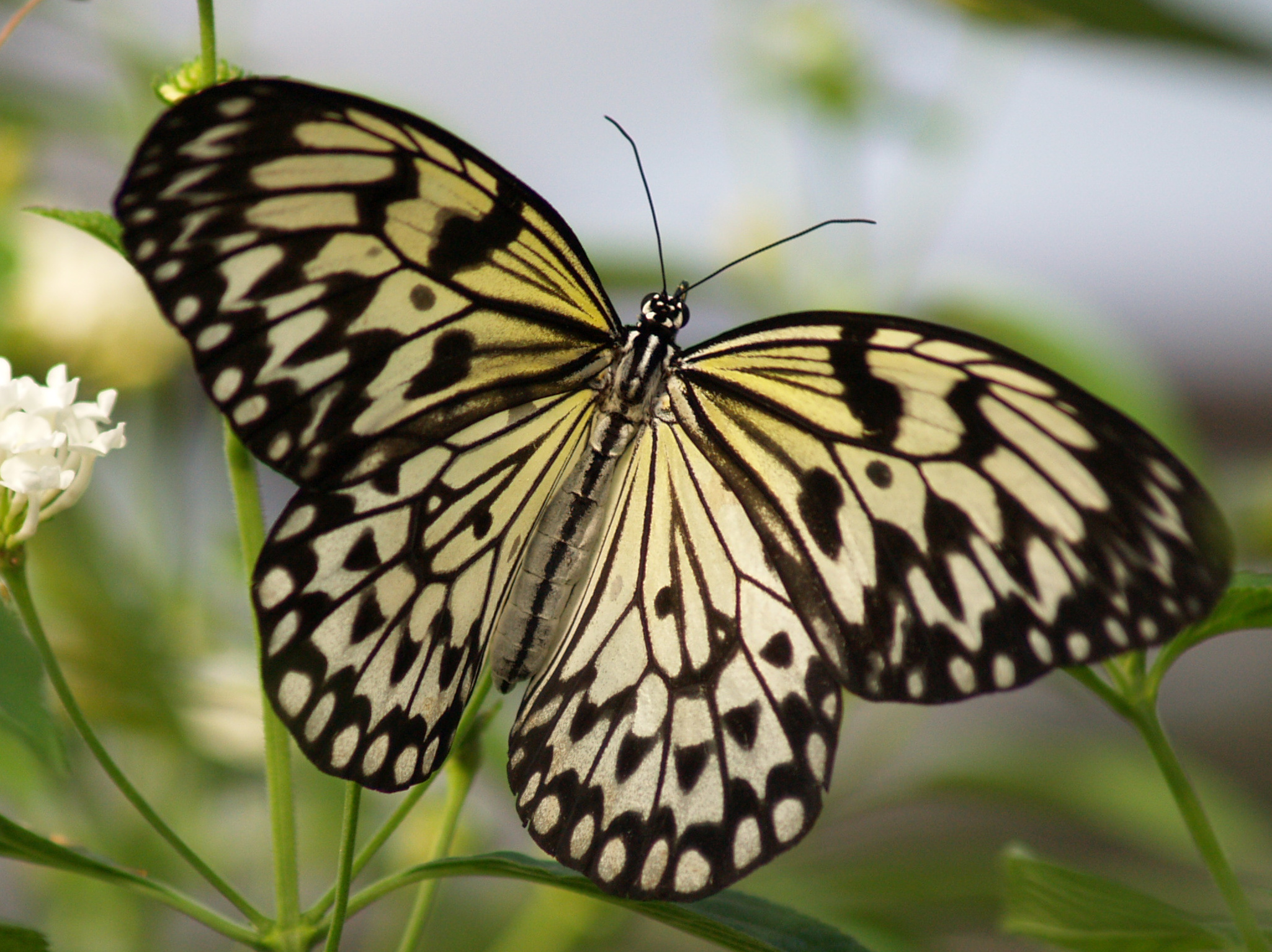
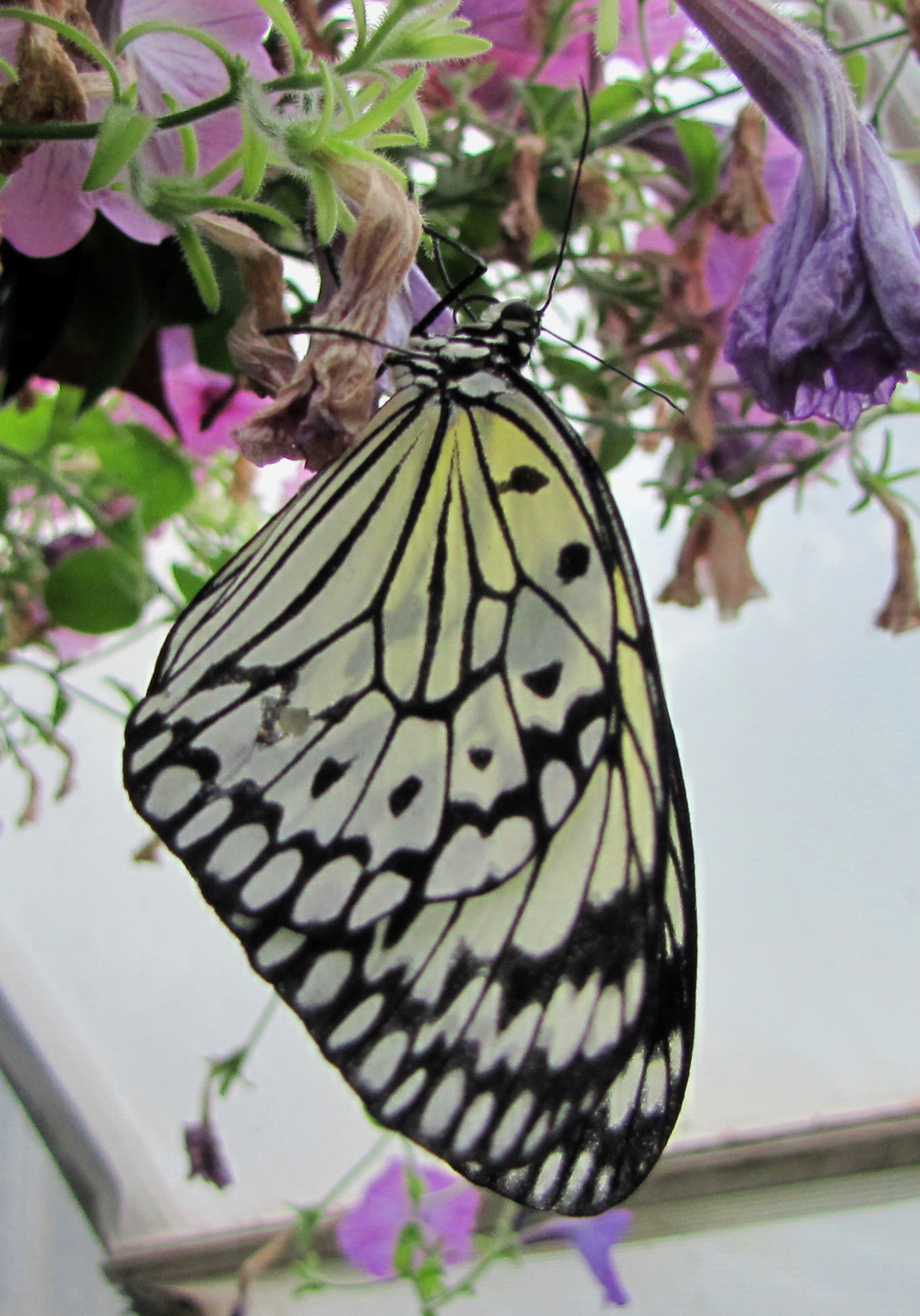